# Залесская (деревня)
Залесская — деревня в Котельничском районе Кировской области в Покровском сельском поселении.
Расположена примерно в 3 верстах к востоку от села Покровское.
Население по переписи 2010 года составляло 14 человек.